# Lema (linguística)
Em linguística,  lema ou lexia é a forma canônica de uma palavra.
Em lexicologia, em lexicografia ou em terminologia,  lema  ou entrada é uma palavra, ou conjunto de palavras, que encabeça um verbete nos dicionários ou enciclopédias e que é objecto de definição, explicação gramatical, descrição enciclopédica, etc. ou (no caso dos dicionários bilingues) do qual se fornece um equivalente noutra língua. 